# Michel Di Mattia
Michel Di Mattia, né le 15 septembre 1966, est un homme politique belge, membre du Parti socialiste (PS).

## Biographie
Michel Di Mattia nait le 15 septembre 1966.  
.
Lors des élections régionales de 2019, Michel Di Mattia est élu député au parlement au Parlement wallon. Il n'a pas été réélu en 2024.